# Molid
Molid – wieś w Rumunii, w okręgu Suczawa, w gminie Vama. W 2011 roku liczyła 704 mieszkańców. 